# تخماقلی
تخماقلی (به لاتین: Tukmakly) یک منطقهٔ مسکونی در روسیه است که در باشقیرستان واقع شده‌است.